# Luchtmachtmedaille
De Luchtmachtmedaille werd op 26 juli 2005 ingesteld om operationele (parate) dienst in binnen- en buitenland te belonen.
Voormalig dienstplichtigen zijn uitgesloten van toekenning die pas na het vervullen van een aantal zeer strenge en precieze criteria kan geschieden. De Medaille kan alleen aan die militair in de zin van "militair in werkelijke dienst" waren worden uitgereikt. De medaille werd bij ministerieel besluit ingesteld en wordt door de minister van Defensie verleend. Het diploma wordt door een ambtenaar, de directeur personeel van de Koninklijke Luchtmacht, getekend. Het betreft dus geen koninklijke onderscheiding. De Luchtmacht was het laatste van de vier krijgsmachtonderdelen dat een "eigen" medaille voor parate dienst kreeg.
Het instellingsbesluit noemt:
Het Ministerieel Besluit noemt de Luchtmachtmedaille "een onderscheiding en blijk van waardering voor langdurige operationele dienst". In aanmerking komt al het actieve militair personeel dat gedurende driehonderd nachten van huis is geweest in het kader van het verrichten van de volgende meerdaagse operationele diensten:
- Deelname aan oefeningen opgenomen in de Activiteitenkalender Tactische Luchtmacht voor zover door de Commandant Tactische Luchtmacht daartoe aangemerkt.
- Deelname aan missies in een uitzendgebied waarop de Regeling Voorzieningen bij Vredes- en Humanitaire operaties van toepassing is (VVHO), en waarvoor geen andere onderscheiding is toegekend.
- Deelname aan inzet in het kader van militaire steunverlening in het openbaar belang alsmede andere door de Minister van Defensie te bepalen vormen van bijzondere inzet voor zover door de Commandant Tactische Luchtmacht daartoe aangemerkt.

De eisen voor toekenning van de Luchtmachtmedaille zijn eenvoudiger en daardoor overzichtelijker dan die van de Marinemedaille, de Landmachtmedaille en de Marechausseemedaille.

## De praktijk
De richtlijnen voor de toekenning van medailles voor parate dienst in de andere drie krijgsmachtonderdelen hebben geleid tot problemen en onvrede wanneer een militair voor diverse krijgsmachtonderdelen heeft gewerkt. Men kan dan de perioden niet bij elkaar optellen en komt niet aan de strenge criteria van het Besluit. in de toelichting van de Minister van Defensie werd hierover opgemerkt dat de Landmachtmedaille ook kan worden toegekend aan militairen van de Koninklijke Marine, van de Koninklijke Luchtmacht en van de Koninklijke Marechaussee die voldoen aan de voorwaarden, genoemd in artikel 3, eerste lid. De Minister merkt daarbij op dat "dit in de praktijk slechts zelden zal voorkomen". Daarnaast is het, zo stelt de Minister van Defensie " mogelijk dat aan militairen van de Koninklijke Landmacht de Marinemedaille wordt toegekend. In verband hiermee is in artikel 4 onder a vastgelegd dat bij de berekening van de tijdsduur, nodig voor het verkrijgen van de Landmachtmedaille, diensttijd op grond waarvan een met de Landmachtmedaille vergelijkbare onderscheiding is toegekend, buiten beschouwing wordt gelaten. Met deze bepaling wordt beoogt "dubbel decoreren" voor dezelfde operationele diensttijd tegen te gaan. De zinsnede "een met de Landmachtmedaille vergelijkbare onderscheiding" ziet in de eerste plaats op de Marinemedaille. Daarnaast is niet uit te sluiten dat in de toekomst ook ten aanzien van de Koninklijke Luchtmacht en ten aanzien van de Koninklijke Marechaussee met de Landmachtmedaille vergelijkbare operationele onderscheidingen worden ingesteld".

## De medaille
De ronde bronzen, of liever gezegd van een goedkoper bronskleurig metaal vervaardigde medaille heeft een diameter van 35 millimeter en wordt aan een lint op de linkerborst gedragen. De voorzijde van de medaille vertoont het Westelijk halfrond met in het midden het gekroonde embleem van de Koninklijke Luchtmacht oprijzend uit de Atlantische Oceaan. Op de keerzijde staat het Rijkswapen.
Het lint is 27 millimeter breed en heeft 5 banen in de kleuren Nassausch blauw, oranje, geel, oranje, blauw in breedtes van respectievelijk 9, 3½, 2, 3½ en 9 millimeter.
De Luchtmachtmedaille werd ingesteld omdat er al sinds 1985 een Marinemedaille bestond voor het marinepersoneel. In het verleden kregen militairen van de landmacht soms een marinemedaille, ook kan een matroos, wanneer deze een tijdlang onder commando van een landmachtofficier stond, de Landmachtmedaille verwerven.
De Minister van Defensie hoopt met de medaille de militairen die in het buitenland worden gestationeerd te motiveren. De afwezigheid van familie en andere offers worden bij vredesoperaties enigszins goedgemaakt door de daarbij behorende medailles maar voor wie in Seedorf of Suriname lange tijd onder commando van een luchtmachtofficier stond kreeg geen medaille waar dat bij diegenen die onder commando van een marineofficier stonden wel het geval was.
Twintig jaar nadat voor de andere drie krijgsmachtonderdelen een vergelijkbare onderscheiding, de Marinemedaille, de Landmachtmedaille en de Marechausseemedaille, werd ook voor de Luchtmacht een met de Landmachtmedaille vergelijkbare operationele onderscheiding ingesteld. Dat dergelijke instellingen niet "uit te sluiten zouden zijn" werd al opgemerkt in het Ministerieel Besluit waarin de Marinemedaille in 1985 was ingesteld.